# Mateus Meira Rita
Mateus Meira Rita est un homme politique santoméen, ministre des Affaires étrangères de février 2002 au 8 mars 2002 puis du 7 octobre 2002 au 8 mars 2004.